# Podul Păcii
Podul Păcii (în georgiană მშვიდობის ხიდი, transliterat: mshvidobis khidi) este un pod pietonal⁠(en)[traduceți] în formă de arc, o construcție din oțel și sticlă iluminată de numeroase leduri, ce străbate Râul Kura, legând Parcul Rike de Orașul Vechi⁠(en)[traduceți] din centrul Tbilisiului. De la deschiderea sa din 2010, structura a devenit un important punct de trecere pietonală din oraș, precum și o atracție turistică semnificativă și una dintre cel mai ușor recunoscute repere ale capitalei.

## Istorie
Podul, ce se întinde 150 de metri peste Râul Kura, a fost comandat de primăria Tbilisiului pentru a crea o structură cu design contemporan care să conecteze Vechiul Tbilisi⁠(en)[traduceți] de districtul cel nou. Deschiderea oficială a avut loc în 6 mai 2010. Podul străbate Râul Kura, având vedere de pe o parte la Biserica Metekhi⁠(en)[traduceți], statuia lui Vakhtang Gorgasali⁠(en)[traduceți], fondatorul orașului, și Fortăreața Narikala⁠(en)[traduceți], iar de pe cealaltă parte la Podul Baratashvili⁠(en)[traduceți] și Palatul Ceremonial al Georgiei⁠(en)[traduceți].

## Design

Podul privit de la nivelul solului

Podul a fost proiectat de arhitectul italian Michele De Lucchi⁠(en)[traduceți], care totodată a proiectat Palatul Ceremonial al Georgiei⁠(en)[traduceți] și clădirea Ministerului Afacerilor Interne⁠(en)[traduceți] din Tbilisi; designul iluminatului a fost creat de designerul francez de lumini Philippe Martinaud. Structura podului a fost construită în Italia și transportată în Tbilisi cu ajutorul a 200 de camioane, în timp ce instalația de iluminat a fost instalată la fața locului în timpul asamblării structurilor.
Podul, al cărui design amintește de un animal marin, are un acoperiș unduios de oțel și sticlă care noaptea sclipește cu un spectacol interactiv de lumini, generat de mii de leduri albe. Acoperișul este dotat cu 1.208 corpuri personalizate de iluminat cu leduri. Panourile de sticlă ale mâinii curente, care străbat întreaga lungime a trecerii, sunt echipate cu șiraguri, lineare și încorporate, de leduri cu consum redus.
Iluminatul, care ține vreme de 90 de minute înainte de apus până vreme de 90 de minute după răsărit, dispune de patru programe de iluminat diferite care rulează pe acoperiș în fiecare oră. Câteodată, podul se iluminează în valuri, de la o parte a râului la cealaltă. Alteori, modelul începe cu o bandă de lumină la fiecare capăt, continuând din fiecare direcție până ce lumina se întâlnește la mijloc, după care aceasta se stinge și o ia de la capăt. Al treilea program începe prin iluminarea corpurilor de iluminat exterioare de pe marginea acoperișului, apoi pentru scurt timp întregul acoperiș se iluminează înainte de a se întuneca complet. Al patrulea program face ca acoperișul să licărească ca niște stele pe măsură ce diferite grupuri de corpuri de iluminat se aprind și se sting de-a lungul întregului pod.
În cadrul zonei circulate a podului, șiragurile lineare de leduri cu consum redus încorporate în balustradele de sticlă sunt declanșate de 240 de senzori de mișcare pe măsură ce traversează pietonii, dând impresia că luminile podului se aprind pentru fiecare persoană care pune piciorul pe pod. În plus, un mesaj în codul Morse care redă tabelul periodic al elementelor se derulează în fiecare oră de-a lungul a două parapete. Designerul de lumini Martinaud consideră acest mijloc de comunicare o sărbătorire a „vieții și păcii dintre oameni”.

## Critici

Podul Păcii la amurg

Construirea unui nou pod de oțel și sticlă în districtul istoric al Tbilisiului a fost controversată. Mai mulți politicieni, arhitecți și urbaniști s-au opus și au criticat construcția, plângându-se că podul ar domina în mod nejustificat vechiul oraș istoric și că ar ascunde vechile repere arhitecturale ale zonei.
Podul a fost poreclit drept podul „Always Ultra⁠(en)[traduceți]” pentru aspectul său, perceput ca fiind asemănător cu un absorbant menstrual⁠(en)[traduceți].